# Bornargiolestes nigra
Bornargiolestes nigra är en trollsländeart som beskrevs av Douglas E. Kimmins 1936. Bornargiolestes nigra ingår i släktet Bornargiolestes och familjen Megapodagrionidae. IUCN kategoriserar arten globalt som otillräckligt studerad. Inga underarter finns listade i Catalogue of Life.